# 콜론 분류법
콜론 분류법(Colon classification, CC)는 시얄리 라맘리타 랑가나단이 개발한 도서 분류법 시스템이다. 콜론 분류법의 초판은 1933년에 출판되었다. 이후에 6번 개정이 이루어졌다. 인도의 도서관에서 사용된다.
콜론분류법은 콜론을 사용하여 패싯을 나누어 주류나 주된 분야를 식별 할 수 있게 한다.
콜론분류법에서 패싯은 개성(personality), 재료(matter), 에너지, 공간, 시간 (PMEST)을 설명한다. 이러한 패싯은 일반적으로 라이브러리의 모든 항목과 연관되므로 합리적으로 보편적인 정렬 시스템을 형성한다.
예를 들어, "1950년 인도에서 실시 된 엑스레이에 의한 폐 결핵 치료 연구"라는 주제는 다음과 같이 분류된다.
의학, 폐; 결핵 : 치료; 엑스레이 : 연구. 인도 1950
이것은 특정 분류번호로 요약된다.
L, 45; 421 : 6; 253 : f.44'N5

## 조직
콜론 분류는 출판물을 분류 하기 위해 미국의회도서관 분류법과 유사한 방식으로 다른 문자, 숫자 및 표시와 결합 된 42 개의 주요 클래스를 사용한다.
CC는 5 가지 기본 범주 또는 패싯을 사용하여 게시 정렬을 추가로 지정한다. 전체적으로 PMEST라고 한다.
, 가장 구체적이거나 초점이 맞는 주제 개성.
; 대상의 물질 또는 특성,인 주제 재료.
: 프로세스, 운영 및 활동을 포함한 주제 에너지.
. 피사체의 지리적 위치와 관련이 있는 주제 공간.
'피사체의 날짜와 계절을 의미하는 주제 시간.

### 분류
콜론분류법은 아래와 같은 분류표를 가지고 있다.
z Generalia
1 Universe of Knowledge
2 Library Science
3 Book science
4 Journalism
A Natural science
B Mathematics
B2 Algebra
C Physics
D Engineering
E Chemistry
F Technology
G Biology
H Geology
HX Mining
I Botany
J Agriculture
J1 Horticulture
J2 Feed
J3 Food
J4 Stimulant
J5 Oil
J6 Drug
J7 Fabric
J8 Dye
K Zoology
KZ Animal Husbandry
L Medicine
LZ3 Pharmacology
LZ5 Pharmacopoeia
M Useful arts
M7 Textiles [material]:[work]
Δ Spiritual experience and mysticism [religion],[entity]:[problem]
N Fine arts
ND Sculpture
NN Engraving
NQ Painting
NR Music
O Literature
P Linguistics
Q Religion
R Philosophy
S Psychology
T Education
U Geography
V History
W Political science
X Economics
Y Sociology
YZ Social Work
Z Law

## 예
콜론 분류의 일반적인 예는 다음과 같다.
- "1950년대 인도에서 실시 된 엑스레이에 의한 폐 결핵 치료 연구":
- 주요 분류는 의학
  - (의학)
- 의학 내에서 폐는 주요 관심사입니다
  - (의학, 폐)
- 폐의 속성은 결핵에 시달리고 있다는 것입니다
  - (의학, 폐; 결핵)
- 결핵이 시행되고 있습니다 (:), 치료하려는 의도입니다 (치료)
  - (의학, 폐; 결핵 : 치료)
- 우리가 결핵을 치료하는 것은 X- 레이이다.
  - (약, 폐; 결핵 : 치료; 엑스레이)
- 그리고 치료에 대한이 토론은 연구 단계에 관한 것입니다
  - (의학, 폐; 결핵 : 치료; 엑스레이 : 연구)
- 이 연구는 지리적 공간 (.), 즉 인도 내에서 수행된다.
  - (의학, 폐; 결핵 : 치료; 엑스레이 : 연구. 인도)
- 1950년 ( ')
  - (의학, 폐; 결핵 : 치료; 엑스레이 : 연구. 인도 '1950)
- 그리고 각 주제와 패싯에 나열된 코드로 번역하면 분류가된다.
  - L, 45; 421 : 6; 253 : f.44'N5

## 같이 보기
- 국제십진분류법